# António Vieira
António Vieira (Lisboa, Sé, 6 de fevereiro de 1608 – Salvador, 18 de julho de 1697), mais conhecido como Padre António Vieira, foi um filósofo, escritor e orador português da Companhia de Jesus.
Uma das mais influentes personagens do século XVII em termos de política e oratória, destacou-se como missionário em terras brasileiras. Nesta qualidade, defendeu incansavelmente os direitos dos povos indígenas combatendo a sua exploração e escravização e fazendo a sua evangelização. Era por eles chamado "Paiaçu" (Grande Padre/Pai, em tupi). Isso serviu de base para seu argumento como um dos principais defensores do fim da escravidão e do tráfico negreiro.
António Vieira defendeu a abolição da distinção entre cristãos-novos (judeus convertidos à força ao catolicismo, perseguidos e exterminados pela Inquisição durante mais de 300 anos) e cristãos-velhos (aqueles cujas famílias eram católicas há gerações). Antônio Vieira defendeu também a abolição da escravatura, além de criticar severamente os sacerdotes da sua época e a própria Inquisição.
Na literatura, seus sermões possuem considerável importância no barroco brasileiro e português. As universidades frequentemente exigem a sua leitura.

## Biografia

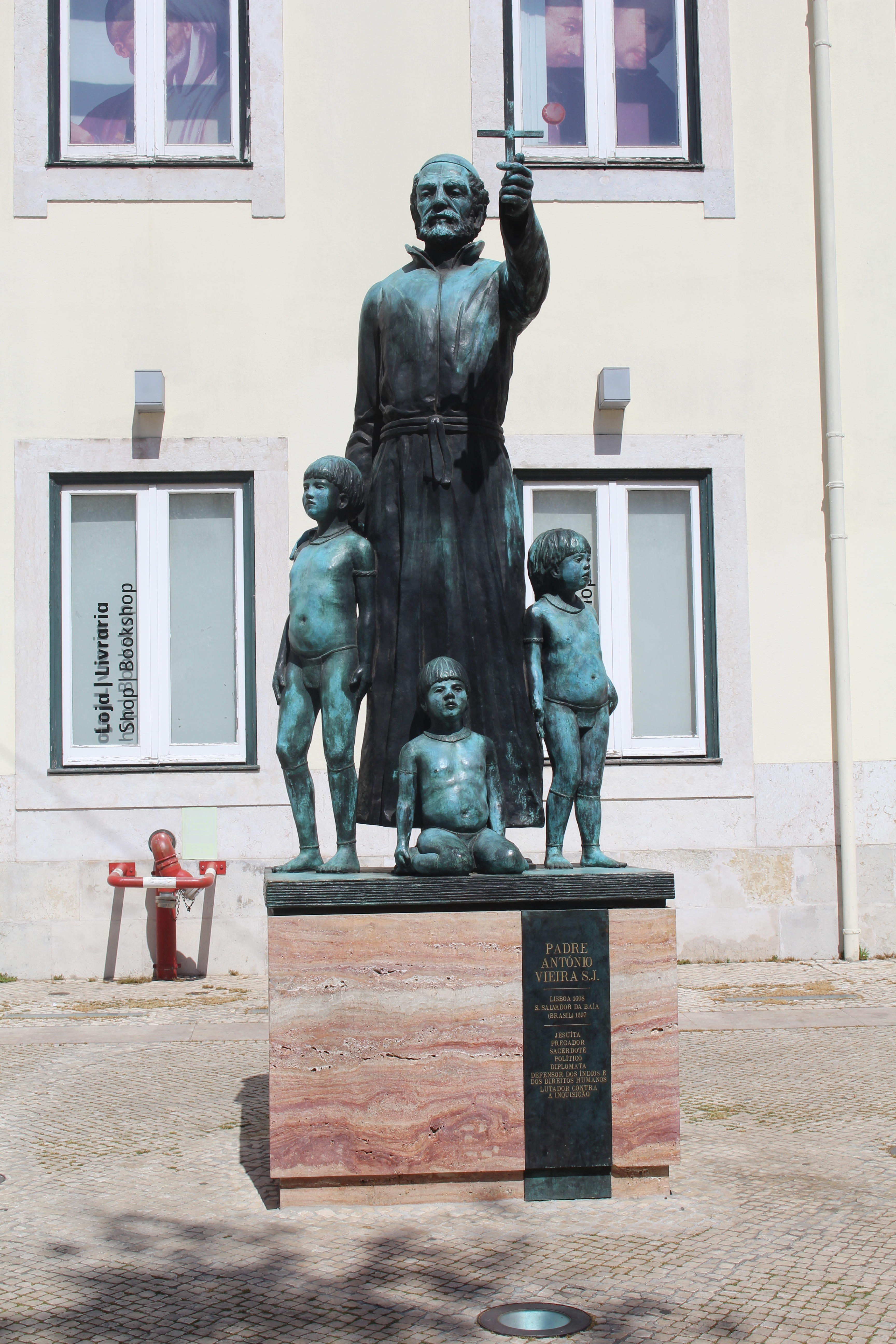
Estátua do Padre António Vieira, de 2017, no Museu de São Roque, em Lisboa.

Nascido em lar humilde, na Rua do Cónego, freguesia da Sé, em Lisboa, foi o primogénito de quatro filhos de Cristóvão Vieira Ravasco (Santarém, 1568 - ?), cujo pai Baltasar Vieira Ravasco era natural de Moura e cuja mãe era filha de uma parda, e de sua esposa Maria de Azevedo (Lisboa, 1584 - ?), filha de Brás Fernandes de Azevedo, de Lisboa.
Cristóvão serviu na Marinha Portuguesa e foi, por dois anos, escrivão da Inquisição. Mudou-se para o Brasil em 1614, para assumir cargo de escrivão em Salvador, na Bahia, mandando vir a família em 1618.

### No Brasil

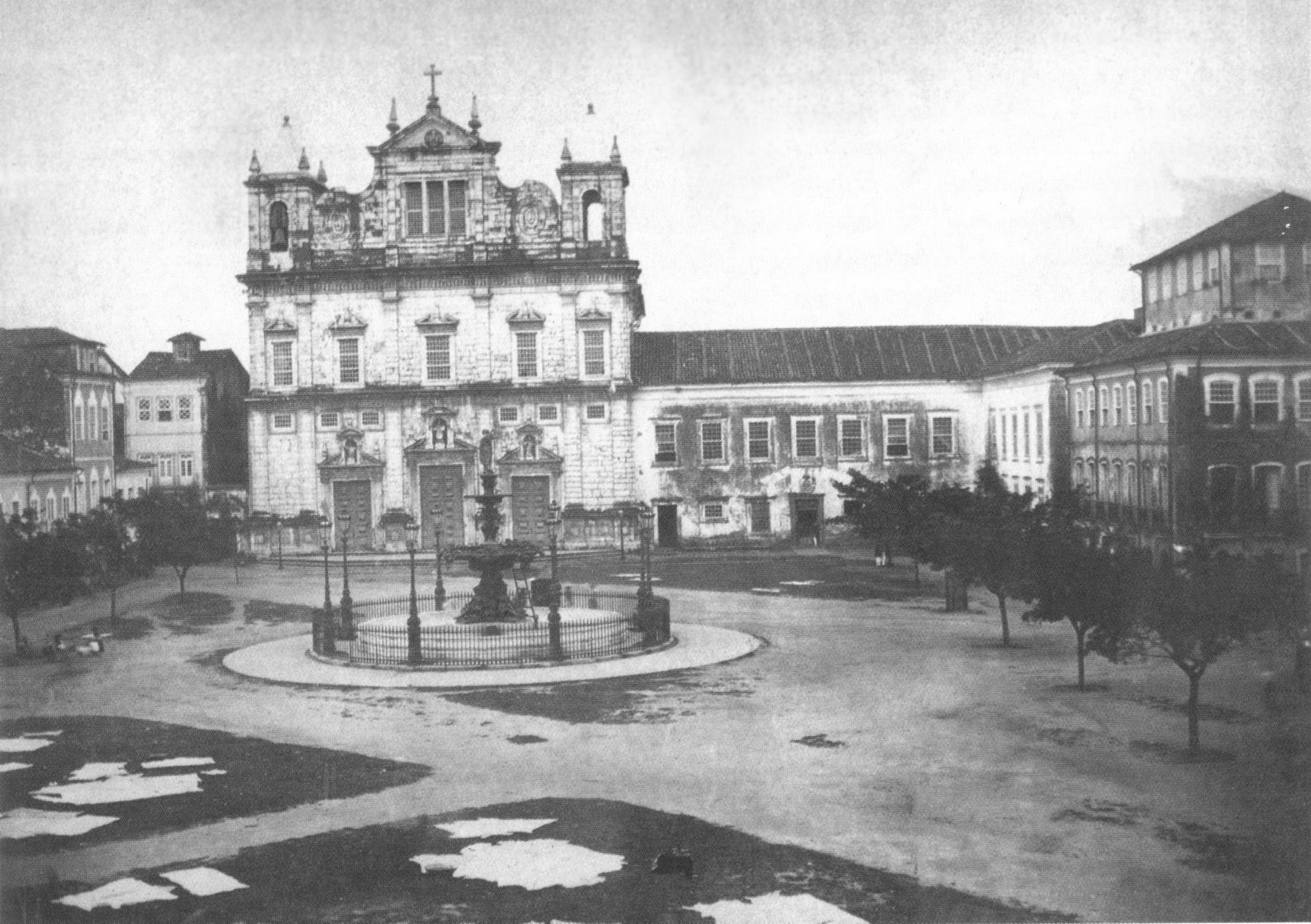
Vista do Terreiro de Jesus, em Salvador, em 1862, com a atual Catedral Basílica - ao fundo, antiga Igreja do Colégio dos Jesuítas (anexo à direita). Onde Antonio Vieira estudou e lecionou.

António Vieira chegou à Bahia, onde em 1619 seu pai passou a trabalhar como escrivão no Tribunal da Relação da Bahia, o que motivou a vinda de toda a família. Em 1614, iniciou os primeiros estudos no Colégio dos Jesuítas de Salvador, onde, principiando com dificuldades, veio a tornar-se um brilhante aluno. Segundo o próprio, foi a partir de um "estalo" na cabeça que, de súbito, tudo clareou: passou a entender com facilidade e a guardar tudo o que lia na memória. Até hoje muitos se referem a fenômeno semelhante a esse como "o estalo de Vieira".
Ingressou na Companhia de Jesus como noviço em 5 de maio de 1623.
Em 1624, quando na invasão holandesa de Salvador, refugiou-se no interior da capitania, onde se iniciou a sua vocação missionária.
Um ano depois tomou os votos de castidade, pobreza e obediência, abandonando o noviciado.
Em 1626, seus talentos como escritor já eram reconhecidos e ficou encarregado de escrever e traduzir para o latim a "Carta Ânua", que era um relatório anual dos trabalhos da Província da Companhia de Jesus, que era encaminhada ao Superior-Geral da Companhia em Roma.

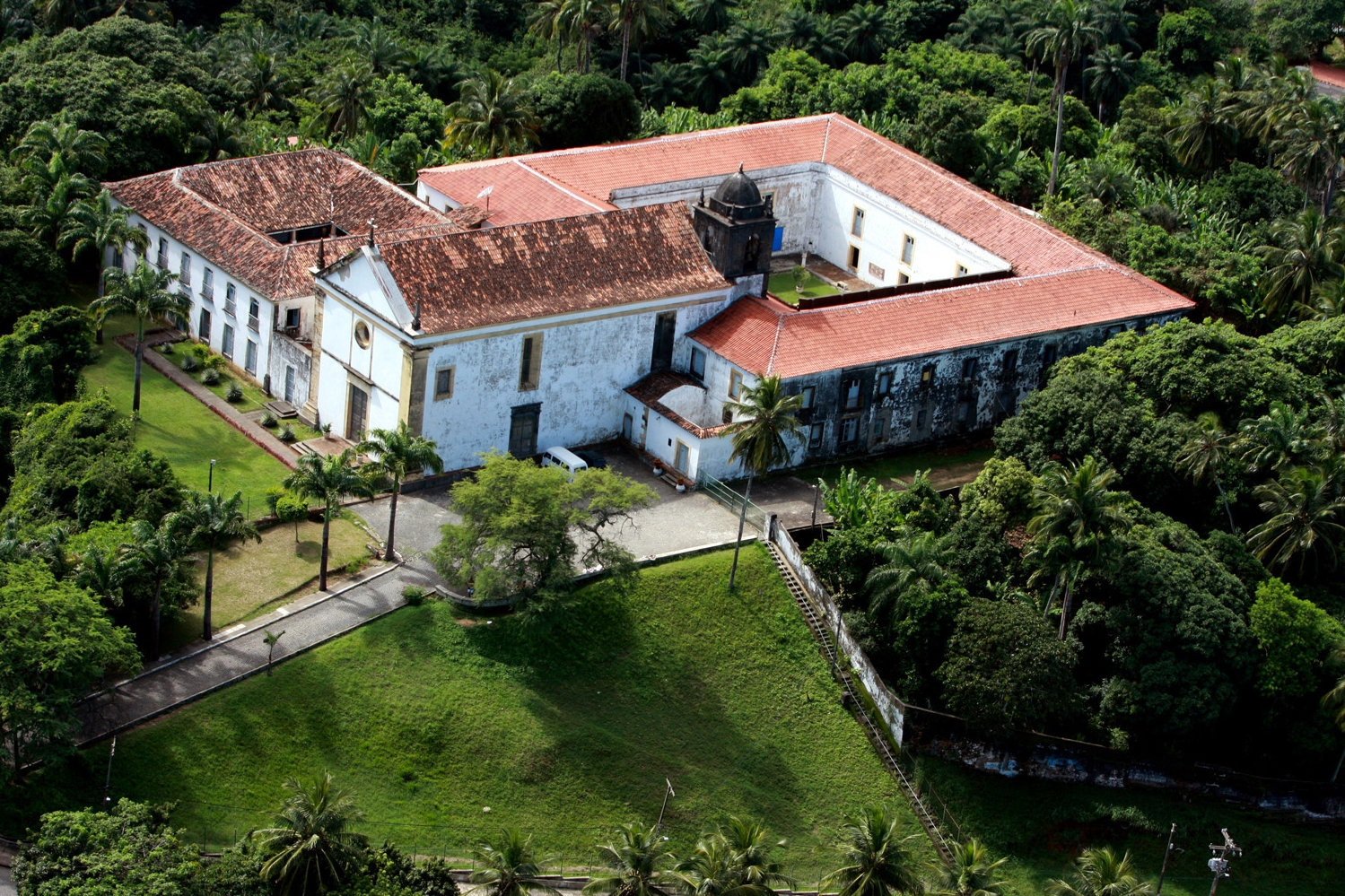
Igreja de Nossa Senhora da Graça e Seminário de Olinda, no Pernambuco, antigo Colégio dos Jesuítas, onde Antonio Vieira foi professor.

Prosseguiu os seus estudos em Teologia, tendo estudado ainda Lógica, Metafísica e Matemática, obtendo o mestrado em Artes. A partir do final de 1626 ou do início 1627, começou a atuar como professor de Retórica em Olinda. Retornou a Salvador para completar seus estudos, onde em 10 de dezembro de 1634, foi ordenando sacerdote, pelo bispo Pedro da Silva Sampaio. Nesta época já era conhecido pelos seus primeiros sermões, tendo fama de notável pregador. Em 1638, foi nomeado como professor de teologia do Colégio Jesuíta de Salvador.

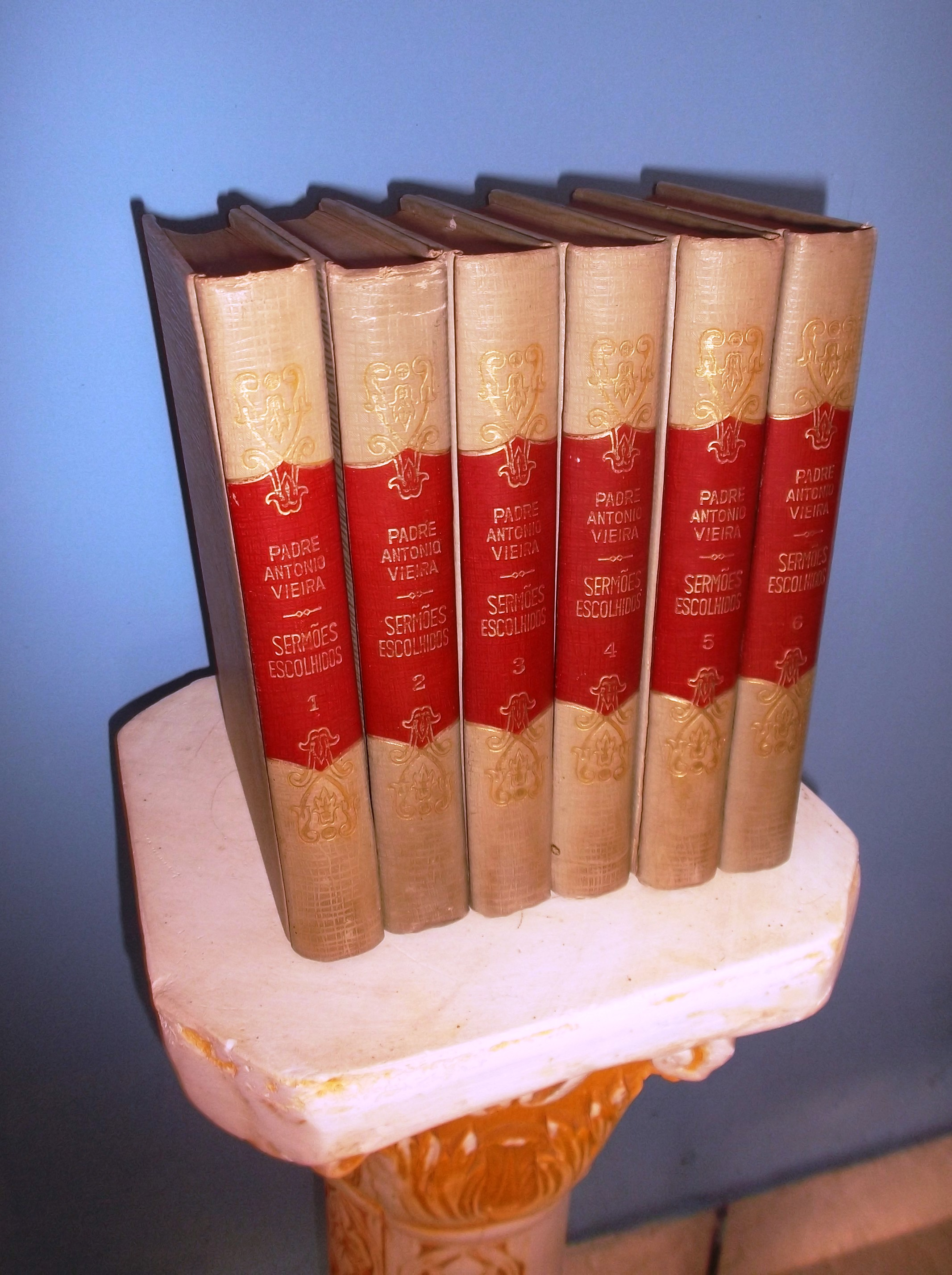
Seis volumes dos Sermões, expostos numa Biblioteca Municipal, no Brasil.

Quando a segunda invasão holandesa ao Nordeste do Brasil (1630-1654), defendeu que Portugal entregasse a região aos Países Baixos, pois gastava dez vezes mais com sua manutenção e defesa do que o que obtinha em contrapartida, além do fato de que os Países Baixos eram um inimigo militarmente muito superior à época. Quando eclodiu uma disputa entre Dominicanos (membros da Inquisição) e Jesuítas (catequistas), Vieira, defensor dos judeus, caiu em desgraça, enfraquecido pela derrota de sua posição quanto à questão da guerra.

### Em Portugal
Após a Restauração da Independência (1640), em 1641 regressou a Lisboa iniciando uma carreira diplomática, pois integrava a missão que ia ao Reino prestar obediência ao novo monarca.
Em 1º de janeiro de 1642, pregou o "Sermão dos Bons Anos" na Capela Real, que teve um forte teor político, no qual criticou os tempos nos quais Portugal foi controlado por castelhanos e no qual associou o sebastianismo a João IV e à restauração da independência de Portugal.
Sobressaindo pela vivacidade de espírito e como orador, conquistou a amizade e a confiança de João IV de Portugal, sendo por ele nomeado embaixador e posteriormente pregador régio. Ainda como diplomata, foi enviado em 1646 aos Países Baixos para negociar a devolução do Nordeste do Brasil, e, no ano seguinte, à França. Caloroso adepto de obter para a Coroa a ajuda financeira dos cristãos-novos, entrou em conflito com o Santo Ofício, mas viu fundada a Companhia Geral do Comércio do Brasil.

### No Brasil, outra vez

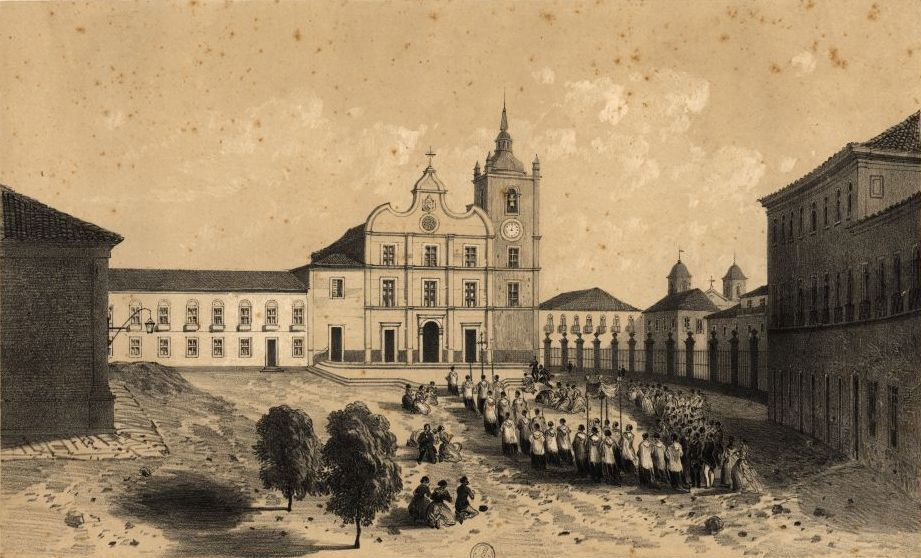
Catedral de São Luís, em 1860, antiga Igreja e Colégio dos Jesuítas de São Luís do Maranhão. Estabelecida pelo padre Luís Figueira, e onde o padre Antônio Vieira viveu e publicou alguns de seus sermões.

Em Portugal, havia quem não gostasse de suas pregações em favor dos judeus. Após tempos conturbados acabou voltando ao Brasil, onde, entre 16 de janeiro de 1653 e setembro de 1661, esteve na liderança da Missão no Maranhão e no Grão-Pará, sempre defendendo a liberdade dos índios.
Em 1653, proferiu o "Sermão da Primeira Dominga de Quaresma" em São Luís do Maranhão, no qual tentou convencer os senhores de engenho a libertarem os seus escravos indígenas. Sua luta contra a escravidão dos povos nativos da América estava associada à sua crença de que a colonização portuguesa teria como missão converter aqueles povos para a fé católica.

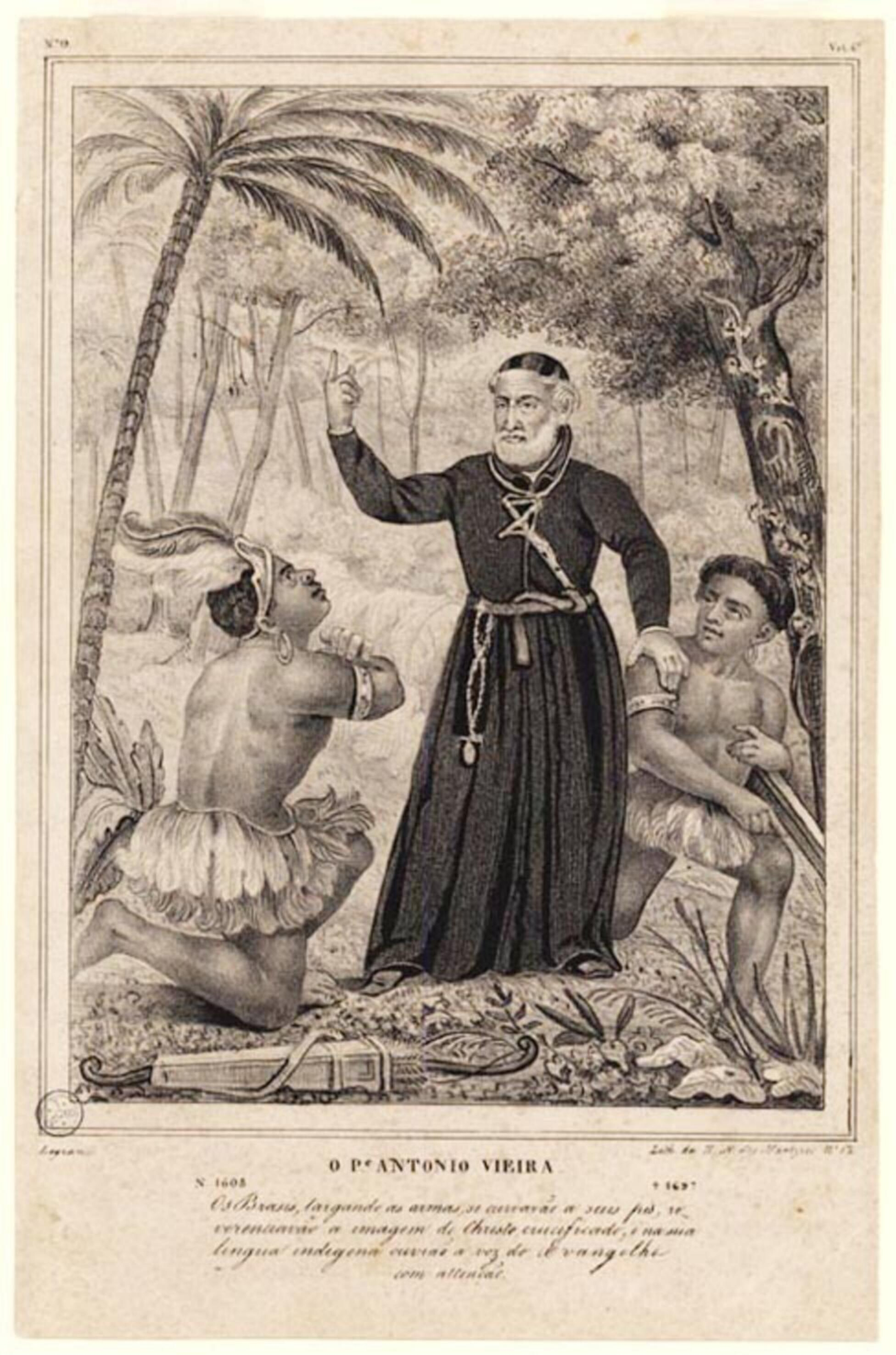
Pe. António Vieira pregando aos índios (C. Legrand, ca. de 1841)

Entre 1658 e 1660, escreveu o "Regulamento das Aldeias", mais conhecido como a "Visita de Vieira", por meio do qual estabeleceu as diretrizes das missões religiosas na Amazônia, que, com pouquíssimas mudanças, vigoraram por mais de um século. Esse documento tratou do cotidiano da ação missionária, envolvendo desde os métodos de doutrinação até a disposição do espaço de moradia dos missionários e índios. Essas regras não eram de aplicação restrita aos jesuítas, pois tiveram que ser seguidas também pelas outras congregações.

Diz o Padre Serafim Leite em Novas Cartas Jesuíticas, Companhia Editora Nacional, São Paulo, 1940, página 12, que Vieira tem "para o norte do Brasil, de formação tardia, só no século XVII, papel idêntico ao dos primeiros jesuítas no centro e no sul», na «defesa dos índios e crítica de costumes". "Manuel da Nóbrega e António Vieira são, efectivamente, os mais altos representantes, no Brasil, do criticismo colonial. Viam justo - e clamavam!"

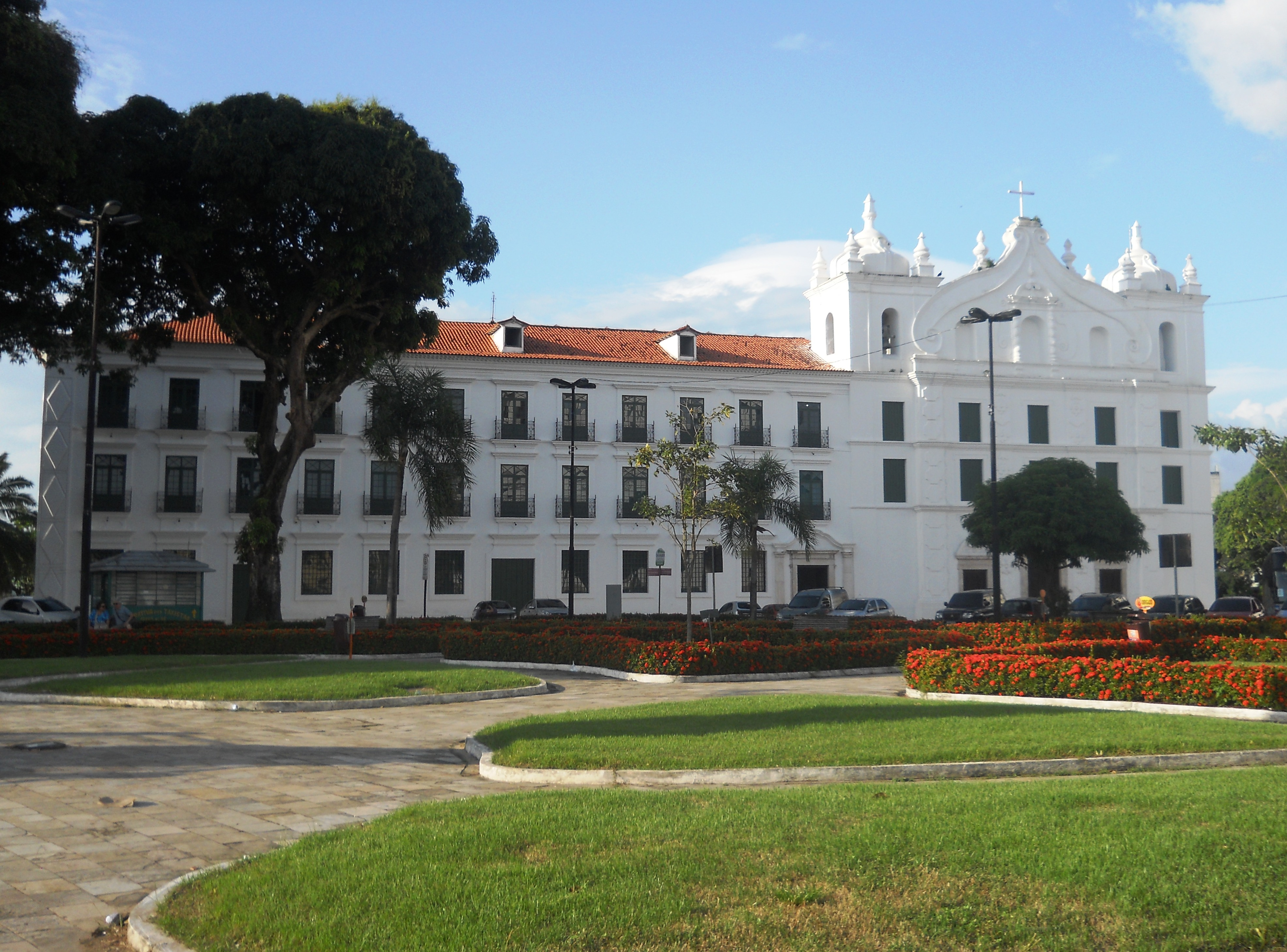
Igreja de Santo Alexandre e antigo Colégio dos Jesuítas, na região da Feliz Lusitânia, em Belém do Pará. Estabelecida no século XVII, onde Antonio Vieira administrou as missões jesuíticas pela Amazônia.

Sobre esse período da vida de Vieira, ver também: O papel de Antônio Vieira nas Missões religiosas na Amazônia Portuguesa

### Naufrágio nos Açores
Em 1654, pouco depois de proferir o célebre "Sermão de Santo António aos Peixes" em São Luís, no estado do Maranhão, o padre António Vieira partiu para Lisboa, junto com dois companheiros, a bordo de um navio carregado de açúcar. Tinha como missão defender junto ao monarca os direitos dos indígenas escravizados, contra a cobiça dos colonos portugueses. Após cerca de dois meses de viagem, já à vista da ilha do Corvo, a Oeste dos Açores, abateu-se sobre a embarcação uma violenta tempestade. Mesmo recolhidas as velas, à exceção do traquete, correndo o navio à capa, uma rajada mais forte arrancou esta vela, fazendo a embarcação adernar a estibordo. Em pleno mar revolto, na iminência do naufrágio, o padre concedeu a todos absolvição geral, bradando aos ventos:
"Anjos da guarda das almas do Maranhão, lembrai-vos que vai este navio buscar o remédio e salvação delas. Fazei agora o que podeis e deveis, não a nós, que o não merecemos, mas àquelas tão desamparadas almas, que tendes a vosso cargo; olhai que aqui se perdem connosco."
Após essa exortação, obteve de todos a bordo um voto a Nossa Senhora de que lhe rezariam um terço todos os dias, caso escapassem à morte iminente. Ainda por um quarto de hora o navio permaneceu adernado até que os mastros se partiram. Com o peso da carga, estivada até às escotilhas, o navio voltou à posição normal, permanecendo à deriva, ao sabor dos elementos.
Nesse transe uma outra embarcação foi avistada, mas sem que prestasse qualquer auxílio. Ao cair da noite a mesma retornou, mas tratava-se de um corsário neerlandês que recolheu os náufragos a bordo e pilhou a embarcação à deriva, que acabou por ser afundada. Nove dias mais tarde, quarenta e um portugueses, despojados de seus pertences pessoais, foram desembarcados na Graciosa, onde o padre António Vieira, com o auxílio dos religiosos da Companhia de Jesus, procurou providenciar-lhes roupas, calçado e dinheiro durante os dois meses que permaneceram na ilha. Dali, também, creditou Jerónimo Nunes da Costa para que este fosse a Amesterdão resgatar os papéis e livros que lhe haviam sido tomados pelos corsários, o que se acredita tenha sido cumprido uma vez que dispomos hoje de cerca de duzentos sermões (este naufrágio é relatado no vigésimo-sexto) e cerca de 500 cartas do religioso, muitas das quais anteriores ao naufrágio.
O grupo passou em seguida à Ilha Terceira, onde Vieira obteve o aprestamento de uma embarcação para que os seus companheiros de infortúnio pudessem seguir para Lisboa. Instalado no Colégio dos Jesuítas em Angra, ele aqui permaneceu mais algum tempo, tendo instituído a devoção do terço, que pela primeira vez foi cantado na Ermida da Boa Nova. Entre os sermões que pregou em diversos locais da ilha, destacou-se o que proferiu na Igreja da Sé, na Festa do Rosário, celebrada anualmente a 7 de outubro, com aquele templo repleto.
Uma semana mais tarde, Vieira passou à Ilha de São Miguel, onde proferiu o sermão de Santa Teresa, um dos mais destacados de sua autoria. Dali partiu para Lisboa, a bordo de um navio inglês, a 24 de outubro. Após atravessar nova tempestade, o religioso chegou finalmente ao destino, em novembro de 1654.

### Em Portugal, outra vez
Em setembro de 1661, teve que deixar o Estado do Maranhão e Grão-Pará por reações contrárias às suas ações contra a escravidão dos povos nativos.
Em Portugal, António Vieira tornou-se confessor da “regente”, D. Luísa de Gusmão que foi a primeira rainha de Portugal da quarta dinastia, no entanto essa foi deposta em junho de 1662, por D. Afonso VI, que não era favorável ao jesuíta.
Abraçou a profecia Sebastiana e por isso entrou em novo conflito com a Inquisição que o acusou de heresia, inicialmente, com base numa carta de 1659 ao bispo do Japão na qual expunha sua teoria do quinto império segundo a qual Portugal estaria predestinado a ser cabeça de um grande império do futuro.
Em 1665 os inquisidores consideraram as suas proposições "heréticas, temerárias, mal soantes e escandalosas" e foi condenado por um conjunto de manuscritos sebastianistas: "Quinto Império"; "História do Futuro" e "Chave dos Profetas". Esteve nas cadeias da Inquisição entre 1 de outubro de 1665 e 23 de dezembro de 1667, depois num Colégio dos jesuítas, e após isso sua reclusão foi transferida para a Casa do Noviciado dos jesuítas em Lisboa. Em 30 de junho de 1668, recebeu o perdão das penas. Ficou proibido de ensinar, escrever ou pregar. Só talvez o prestígio de Vieira, a sua inteligência e o apoio de membros da família real o salvaram de problemas maiores.
Pensa-se que Vieira seja o autor do famoso escrito anónimo "Notícias Recônditas do Modo de Proceder a Inquisição de Portugal com os seus Presos", revelador de um conhecimento profundo do funcionamento interno da Inquisição. Ele teria entregado o documento ao papa Clemente X para apoiar a causa dos perseguidos pela Inquisição. Entre 1674 e 1681, esta foi suspensa pelo Papa.
Entre janeiro e março de 1669, Cosme III de Médici teve a oportunidade de falar várias vezes com António Vieira e ainda atendeu a um dos seus sermões.

### Em Roma
Em agosto de 1669, mudou-se para Roma, onde ficou 6 anos.
Oficialmente, o motivo de sua viagem era o de defender a canonização dos "Quarenta Mártires Jesuítas" (1570), mas também procurou ser reabilitado e combater a Inquisição Portuguesa.
Encontrou o Papa à beira da morte, mas deslumbrou a Cúria com seus discursos e sermões. Com apoios poderosos, renovou a luta contra a Inquisição, cuja actuação considerava nefasta para o equilíbrio da sociedade portuguesa. Obteve um breve pontifício que o tornava apenas dependente do Tribunal romano. A mesma extraordinária capacidade oratória que seduzira, primeiro, o governo geral do Brasil, a corte de Dom João IV, e que depois, iria convencer o Papa e garantir assim a anulação das suas penas e condenações.
Entre 1675 e 1681, a actividade da Inquisição esteve suspensa por determinação papal em Portugal e no império, uma determinação que encontrou o seu maior fundamento nos relatórios que o jesuíta deixou em Roma, nas mãos do Sumo Pontífice, sobre os múltiplos abusos de poder. Desta forma conseguia dois feitos raros e históricos, por um lado conseguia parar pela primeira vez durante sete anos a actividade do Santo Ofício em Portugal e, feito não menor, lograva escapulir da perigosa malha que inquisidores derramavam sobre si.

### Em Portugal
Regressou a Lisboa seguro de não ser mais importunado. Quando, em 1671, uma nova expulsão dos judeus foi promovida, novamente os defendeu. Mas o Príncipe Regente passara a protector do Santo Ofício e recebeu-o friamente. Em 1675, absolvido pela Inquisição, voltou para Lisboa por ordem de D. Pedro, mas afastou-se dos negócios públicos.

### No Brasil, pela última vez
Em 1681, retornou à Bahia, alegando questões de saúde. Em 1688, exerceu a função de visitador-geral das missões do Brasil e dedicou o resto de seus anos à edição dos Sermões, cartas e de Clavis Prophetarum, uma obra de interpretação profética das Escrituras que iniciara em Roma.
A coleção completa dos seus Sermões, iniciada em 1679, exigiu 16 volumes. Cerca de 500 de suas Cartas foram publicadas em 3 volumes. As suas obras começaram a ser publicadas na Europa, onde foram elogiadas até pela Inquisição.
Já velho e doente, teve que espalhar circulares sobre a sua saúde para poder manter em dia a sua vasta correspondência. Em 1694, já não conseguia escrever pelo seu próprio punho. Em 10 de junho começou a agonia, perdeu a voz, silenciaram-se seus discursos. Morreu na Bahia a 18 de julho de 1697, com 89 anos.

### Obra
Deixou uma obra complexa que exprime as suas opiniões políticas, não sendo propriamente um escritor, mas sim um orador. Além dos Sermões redigiu o Clavis Prophetarum, livro de profecias que nunca concluiu. Entre os seus sermões, alguns dos mais célebres são: o "Sermão da Quinta Dominga da Quaresma", o "Sermão da Sexagésima", o "Sermão pelo Bom Sucesso das Armas de Portugal contra as de Holanda", o "Sermão do Bom Ladrão","Sermão de Santo António aos Peixes" entre outros. Vieira deixou cerca de 700 cartas e 200 sermões.
A Obra Completa do Padre António Vieira, anotada e atualizada, começou a ser publicada em 2013, quase quatro séculos após o seu nascimento. Esta publicação em 30 volumes inclui a totalidade das suas cartas, sermões, obras proféticas, escritos políticos, sobre os judeus e sobre os índios, bem como a sua poesia e teatro, e é a primeira edição completa e cuidada de toda a sua vasta produção escrita. Um dos maiores projetos editoriais do seu género, foi o resultado de uma cooperação internacional entre várias instituições de investigação e academias científicas, culturais e literárias Luso-Brasileiras, sob a égide da Reitoria da Universidade de Lisboa. Mais de 20 mil fólios e páginas de manuscritos e impressos atribuídos a Vieira foram analisados e comparados, em dezenas de bibliotecas e arquivos em Portugal, no Brasil, em Espanha, França, Itália, Inglaterra, Holanda, México e Estados Unidos da América. Cerca de um quarto da Obra Completa consiste em textos inéditos. Este projeto, sob a direção de José Eduardo Franco e Pedro Calafate, foi desenvolvido pelo CLEPUL em parceria com a Santa Casa da Misericórdia, e publicado pelo Círculo de Leitores, com o último volume a ser lançado em 2014. Embora esta seja uma edição portuguesa, uma seleção de textos será publicada em 12 línguas como parte do projeto.

## Festa litúrgica
Embora não seja considerado santo na Igreja Católica, Padre Antônio Vieira consta no calendário de santos da Igreja Episcopal Anglicana do Brasil como sacerdote e testemunha profética, sendo sua festa litúrgica celebrada em 18 de julho.

## Obras

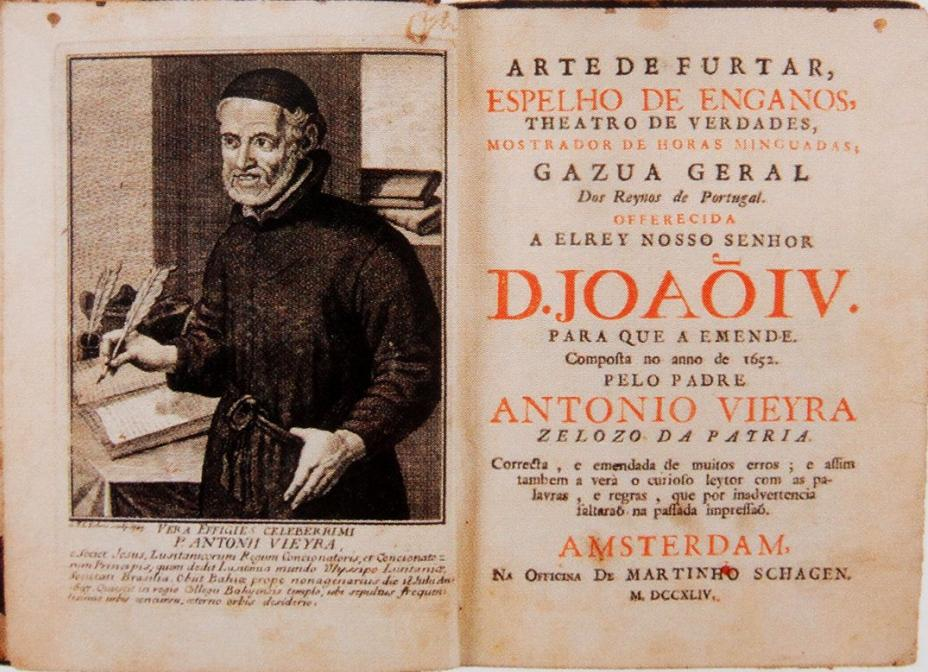
Arte de Furtar, atribuída ao Padre António Vieira, edição de 1744.

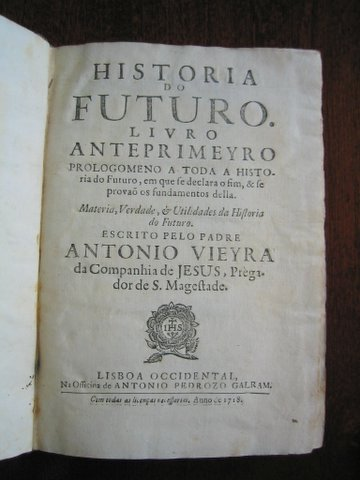
Primeira página de "Historia do Futuro", de uma edição de 1718.

Antônio Vieira escreveu mais de 200 sermões, 700 cartas, além de tratados proféticos, relações, livros, etc. Seguem abaixo algumas das suas obras:
- Sermão da Sexagésima
- Sermão de São José (1642) ligação externa
- Maria Rosa Mística
- Sermão de Santo António aos Peixes
- Sermão de Nossa Senhora do Rosário
- Sermão da Quinta Dominga da Quaresma
- Sermão do Mandato
- Sermão Segundo do Mandato
- Sermão de Santa Catarina Virgem e Mártir
- Sermão Histórico e Panegírico
- Sermão da Glória de Maria, Mãe de Deus
- Sermão da Primeira Dominga do Advento (1650)
- Sermão da Primeira Dominga do Advento (1655)
- Sermão de São Pedro
- Sermão da Primeira Oitava de Páscoa
- Sermão nas Exéquias de D. Maria de Ataíde
- Sermão de São Roque
- Sermão de Todos os Santos
- Sermão de Santa Teresa e do Santíssimo Sacramento
- Sermão de Santa Teresa
- Sermão da Primeira Sexta-feira da Quaresma (1651)
- Sermão da Primeira Sexta-feira da Quaresma (1644)
- Sermão de Santa Catarina (1663)
- Sermão do Mandato (1643)
- Sermão do Espirito Santo
- Sermão de Nossa Senhora do Ó (1640)
- Quarta parte, licenças e privilégio real
- Sermão pelo Bom Sucesso das Armas de Portugal Contra as de Holanda
- Sermão da Segunda Dominga da Quaresma (1651)
- Maria Rosa Mística Excelências, Poderes e Maravilhas do seu Rosário
- Sermão das Cadeias de São Pedro em Roma pregado na Igreja de S. Pedro. No qual sermão é obrigado, por estatuto, o pregador a tratar da Providência, ano de 1674
- Sermão do Bom Ladrão
- Sermão da Dominga XIX depois do Pentecoste (1639)
- Sermão XII (1639)
- Sermão XIII
- Sermão de Dia de Ramos (1656)
- Quarta Parte em Lisboa na Oficina de Miguel Deslandes
- Sermão do Quarto Sábado da Quaresma (1640)
- Sermão XIV (1633)
- Sermão Nossa Senhora do Rosário com o Santíssimo Sacramento
- Sermão XI Com o Santíssimo Sacramento Exposto
- Sermão da Quinta Dominga da Quaresma (1654)
- Sermão nas Exéquias de D. Maria da Ataíde (1649)
- Sermão de São Roque (1652)
- Sermão Segundo do Mandato (II)
- Sermão do Mandato (1655)
- Sermão da Epifania (1662)
- Sermão da primeira Oitava da Páscoa (1656)
- Sermão de Santo Antônio (1670)
- História do Futuro
- Esperanças de Portugal
- Defesa do livro intitulado Quinto Império

## Cronologia[28]
- 1608 – Nasce a 6 de fevereiro em Lisboa, na freguesia da Sé, António Vieira, filho primogénito de Cristóvão Vieira Ravasco e de Maria de Azevedo.
- 1614 – Desembarca com a família em Salvador da Bahia, onde frequentará as aulas do Colégio dos Jesuítas.
- 1624 - Em maio, as forças holandesas ocupam a cidade de Salvador.
- 1626 – Com 18 anos de idade, o noviço António Vieira é encarregue de redigir a Carta Annua ao Geral dos Jesuítas, relatório anual da Companhia de Jesus no Brasil. Constitui o seu primeiro escrito.
- 1627 – Transfere-se para o Colégio dos Jesuítas de Olinda, onde passa a ministrar aulas de Retórica.
- 1633 – Prega o primeiro sermão público, na Igreja de Nossa Senhora da Conceição da Praia, em Salvador.
- 1634 – É ordenado sacerdote, a 10 de dezembro, celebrando a 13 do mesmo mês a sua primeira missa.
- 1638 – É nomeado Lente em Teologia.
- 1640 – Prega o "Sermão pelo Bom Sucesso das Armas de Portugal Contra as de Holanda", na Igreja de Nossa Senhora da Ajuda, em Salvador.
- 1641 – Vieira viaja para Lisboa, onde residirá até 1646.
- 1642–1644 – Prega pela primeira vez na Capela Real, em Lisboa, o "Sermão dos Bons Anos". Em atenção ao brilhantismo das suas prédicas recebe, em 1644, o título de Pregador de Sua Majestade e alguns dos seus sermões são publicados separadamente. É, igualmente, nomeado Tribuno da Restauração.
- 1645 – Prega o "Sermão do Mandato", na Capela Real, em Lisboa.
- 1646–1652 – Profissão solene na Igreja de São Roque, em Lisboa. Pregador e conselheiro de D. João IV, é por este enviado como embaixador em diversas missões diplomáticas aos Países Baixos e à França, negociando Pernambuco, a paz europeia, o financiamento da guerra contra Castela e a futura Companhia Geral do Comércio do Brasil. É o período de grande actividade diplomática e política de Vieira, que se desloca por grande parte da Europa, representando e defendendo os interesses portugueses. Faz, ainda, parte da embaixada portuguesa nas negociações da Paz de Münster, cujo objectivo era pôr fim à Guerra dos Trinta Anos. Em Ruão e Amesterdão encontra-se e negocia com representantes da comunidade judaica portuguesa aí refugiada, o que lhe valeria, desde então, a hostilidade do Santo Ofício.
- 1652 – Em novembro parte de volta para a América Portuguesa, a fim de se dedicar às missões junto dos indígenas do estado do Maranhão, dos quais assumirá corajosamente a defesa, contra os interesses esclavagistas dos colonos.
- 1654 – Prega o "Sermão de Santo António aos Peixes", na véspera de embarcar para Lisboa, onde, em breve visita, pedirá providências favoráveis aos índios e às missões jesuítas no estado do Maranhão.
- 1655 – Antes de retornar às missões do Estado do Maranhão, em abril, prega na Capela Real, em Lisboa, durante a Quaresma: abre com o "Sermão da Sexagésima" e fecha com o "Sermão do Bom Ladrão".
- 1657 – Prega o "Sermão do Espírito Santo", no Maranhão.
- 1659 – Visita cinco aldeias da etnia Nheengaíba. No regresso a Belém do Pará, encontrando-se doente em Cametá, redige o seu primeiro tratado futurológico "Esperanças de Portugal, V Império do Mundo".
- 1661 – Em resultado do seu combate à escravidão dos índios, Vieira e os seus companheiros jesuítas são expulsos do Estado do Maranhão e embarcados para Lisboa.
- 1662 – Prega o importante "Sermão da Epifania" diante da rainha-regente.
- 1663–1667 – É desterrado para Coimbra e começam os interrogatórios da Inquisição, que o persegue devido às suas ideias milenaristas e messiânicas inspiradas no profetismo de António Gonçalves Annes Bandarra ("Quinto Império") e, também, por causa das suas alegadas simpatias pela "gente da nação", os judeus. Em 1666, a Inquisição ordena que seja retirado da cela de religioso, a que estava confinado, e colocado em cárcere de custódia. Apesar de praticamente desprovido de livros para consultas, redige duas Representações da Defesa e, em segredo, parte do livro "História do Futuro" e da "Apologia". Em 1667 é proferida a sentença: "… seja privado para sempre da voz activa e passiva e do poder de pregar…"
- 1668 – É amnistiado a 12 de junho.
- 1669 – Prega o "Sermão do Cego", na Capela Real, em Lisboa. Parte para Roma em busca de revisão da sua sentença, onde permanece seis anos, pregando, em italiano, aos cardeais da Cúria romana e à exilada rainha Cristina da Suécia.
- 1675 – Regressa a Lisboa munido de um Breve do Papa Clemente X, isentando-o "por toda a vida de qualquer jurisdição, poder e autoridade dos inquisidores presentes e futuros de Portugal", mas permanecendo sujeito à autoridade da Cúria romana.
- 1679 – Declina o convite da rainha Cristina da Suécia para ser seu confessor.
- 1681 – Regressa à América Portuguesa, a Salvador, na Bahia, em janeiro, e passa a residir na Quinta do Tanque, casa de campo do Colégio dos Jesuítas, onde prepara a publicação dos seus Sermões e redige a "Clavis Prophetarum".
- 1686 – Vieira é um dos poucos a não ser afectado pela epidemia de "mal da bicha" (febre amarela). Devido a essa calamidade, a Câmara de Salvador faz votos a São Francisco Xavier, proclamando-o Padroeiro da Cidade do Salvador, em 10 de maio.
- 1688 – É nomeado Visitador-Geral da Província do Brasil (até 1691).
- 1690 – Promove a Missão entre os índios Cariri da Bahia, financiando-a com o lucro da venda dos seus livros.
- 1694 – Emite parecer a favor da liberdade dos índios, contra as administrações particulares na Capitania de São Paulo.
- 1695 – Envia carta-circular de despedida à nobreza de Portugal e amigos, por não poder escrever a todos.
- 1696 – É transferido da Quinta do Tanque para o Colégio dos Jesuítas, no Terreiro de Jesus.
- 1697 – Termina a revisão do tomo XII dos Sermões; dita a sua última carta ao Geral da Companhia de Jesus, Tirso González, a 12 de julho. Falece a 18 de julho, no Colégio, aos 89 anos. Os ofícios fúnebres realizam-se na Igreja da Sé, oficiados pelos Cónegos. É sepultado na Igreja do Colégio.